# Bad Iburg
Bad Iburg (in basso tedesco Ibig) è una città di 10 559 abitanti, della Bassa Sassonia, in Germania.

Appartiene al circondario (Landkreis) di Osnabrück (targa OS).

## Amministrazione

### Gemellaggi
Bad Iburg è gemellata con:
- Charlottenburg-Wilmersdorf, dal 1980